# Федерация хоккея Словении
Хоккейная ассоциация Словении (словен. Hokejska zveza Slovenije — организация, которая занимается проведением на территории Словении соревнований по хоккею. Ассоциация образована в 1992 году, член Международной федерации хоккея с шайбой с 6 мая 1992 года. В стране зарегистрировано 8 клубов, около 943 игроков (более 220 из них — взрослые), 6 Дворцов спорта и одна открытая площадка с искусственным льдом. Крупнейшие залы: «Хала Подмежакло» — 4300 мест в Есенице и «Тива» — 3000 мест в Любляне.
Чемпионат Словении проводится с 1992 года. В турнирах принимали участие от 6 до 8 команд (города — Есенице, Любляна, Блед, Целе, Крань). Чемпионы: 1992 — ХК «Есенице» , 1993 и 1994 — «Акрон» (Есенице), 1995—1997 — «Олимпия» (Любляна) , 1998 — «Олимпия Хертц» (Любляна).
Сборная Словении провела первый международный матч 7 ноября 1992 в городе Загреб против сборной Хорватии, и победила 15:1. Лучшее достижение команды на чемпионатах мира — второе место в группе «В» в 1998 году. На зимних Олимпийских играх команда не выступала. Сборная Словении дебютировала на чемпионатах мира в группе С в 1993 году и выступала в этой группе ещё раз в 1997 году, когда, заняв второе место, команда завоевала путевку в группу В.
Сильнейшие игроки Словении разных лет :
- Вратари: Звонимир Болта , Лука Симшич , Алеш Петрониевич, Стэнли- Отис Реддик, Габер Главич;
- Защитники : Андрей Бродник, Боян Зайц , Мараица Паич, Том Юг, Борис Кунчич, Борис Паич, Элвис Бешлагич, Само Кумар, Борут Поточник, Борут Вукчевич, Борис Лотрич, Роберт Цигленечки;
- Нападающие: Матьяж Копитар, Ник Зупанчич, Марко смоле , Тони Тишлар, Юре Внук, Томаж Внук, Марьян Горенке, Игорь Берибак, Андрей Разингер, Рок Ройшек, Драго Млинарец, Деян Контрец, Иво Ян, Деян Варлей, Петер Рожич.